# بهارات بیوتک
شرکت بین‌المللی بهارات بیوتک (Bharat Biotech International Limited) یک شرکت بیوتکنولوژی هندی است که دفتر مرکزی آن در حیدرآباد در هند می‌باشد. این شرکت در زمینه پژوهش‌های دارویی، تولید دارو، ساخت واکسن، تولید فراورده‌ها و داروهای زیستی و محصولات بهداشتی فعالیت دارد. تا ژوئیه ۲۰۲۰ این شرکت بیش از ۷۰۰ کارمند و پرسنل داشته و حضور فعالی در عرصهٔ جهانی داشته‌است. این شرکت در آوریل ۲۰۲۰ اعلام کرد که قصد همکاری با شرکت آمریکایی FluGen و دانشگاه ویسکانسین-مدیسن جهت طراحی و تولید واکسنی به نام کوواکسین (Covaxin) علیه بیماری کووید-۱۹ دارد.